# ノコギリダイ
ノコギリダイ (学名: Gnathodentex aureolineatus) は、フエフキダイ科に分類される魚類の一種。ノコギリダイ属 (学名: Gnathodentex) は単型。インド洋と西太平洋に広く分布する。

## 分類と名称
ノコギリダイ属は1873年にオランダの医師、爬虫類学者、魚類学者であるピーター・ブリーカーによって単型属として記載された。その唯一の種であるノコギリダイは、1802年にフランスの博物学者であるベルナール・ジェルマン・ド・ラセペードによって、フィリベール・コメルソンの記述に基づいて Sparus aureolineatus として記載され、タイプ産地は不明で、タイプ標本は国立自然史博物館では発見されていない。ヨコシマクロダイ亜科に分類されることもあるが、『Fishes of the World』第5版ではフエフキダイ科に亜科を認めていない。従来スズキ目に分類されていたが、『Fishes of the World』第5版では、タイ目に分類されている。属名は「gnathos (顎)」と「dentex (歯)」を組み合わせたもので、顎にある絨毛状の歯由来する。また、dentex はキダイ属（Dentex）に形態が似ていることも含意している。種小名は「aureus (金)」と「lineatus (線)」を組み合わせたもので、体側面にある4 - 5本の金色の線に由来する。

## 分布と生息地
東アフリカからハワイ諸島を除く太平洋の島々までのインド太平洋地域の熱帯および亜熱帯海域に分布する。紅海やペルシア湾には分布しない。サンゴ礁付近に生息し、外側斜面でも見られる。

## 形態
全長は通常20 センチメートル、最大で30 センチメートル。体は側扁し、口先は尖り、尾は二叉する。体色は銀灰色で、側面に金色の線があり、その上に暗色の線がある。鰭はピンクがかった色合いをしており、上唇には黄色の線があり、胸鰭の付け根と鰓蓋縁は黄色い。背鰭後部下方に黄色い斑点がある。目はかなり大きい。背鰭は10棘と10軟条から、臀鰭は3棘と8 - 10軟条から成る。

## 生態
夜行性であり、日中は単独またはサンゴ礁の近くで大小の群れを作って遊泳している。夜になると食事のために分散する。甲殻類や腹足類などの底生無脊椎動物、小魚などを捕食する。

## 人との関わり
罠、刺し網、釣りで捕獲され、捕獲されたものは新鮮なまま販売される。南アフリカ、モザンビーク、フィリピン沖で主に漁獲される。シガテラ毒を保有する場合がある。